# Bauhausfest

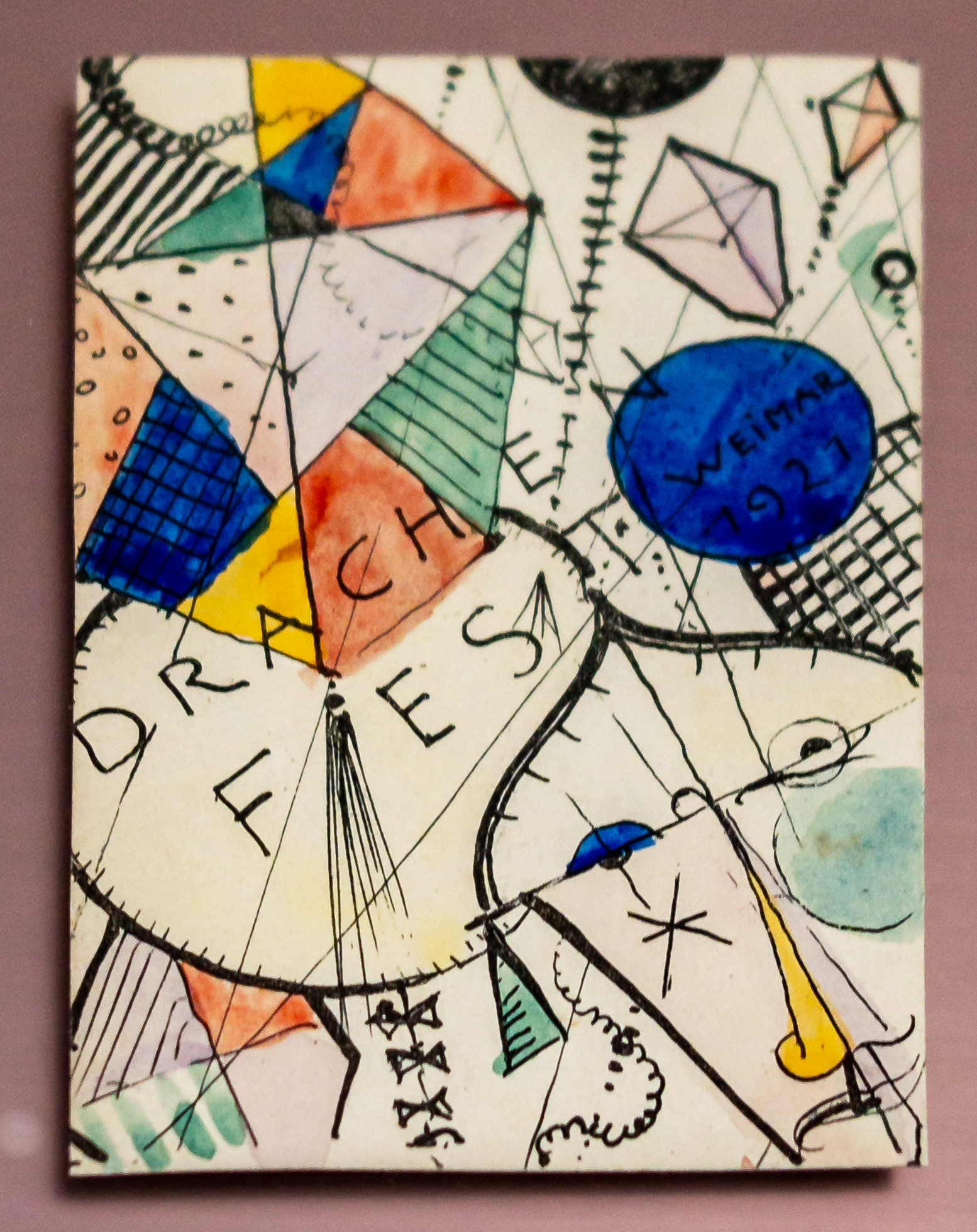
Plakat für das Drachenfest 1921 in Weimar von Oskar Schlemmer

Bei den Bauhausfesten handelte es sich um Festveranstaltungen am Staatlichen Bauhaus. Die Angehörigen des Bauhauses veranstalteten sie während des Bestehens der Einrichtung zwischen 1920 und 1933 zunächst in Weimar und später in Dessau mehrmals jährlich aus unterschiedlichen Anlässen. Die Festivitäten waren Bestandteil des schulischen Lebens am Bauhaus.

## Festvorbereitungen
In Weimar waren die Bauhausfeste eher spontan. In Dessau wurden sie langfristig und sorgfältig vorbereitet und standen bei der Kostümierung und Raumgestaltung jeweils unter einem bestimmten Motto. Für die Durchführung entstanden Drehbücher und Konzeptionen zur Ausgestaltung unter Beteiligung vieler Bauhauswerkstätten. Dazu gehörte unter anderem die Gestaltung und die Fertigung von Einladungen und Eintrittskarten. Dies sind die am weitesten verbreiteten Druckgrafiken aus dem Bauhaus. Vorbild waren die seit der Jahrhundertwende beliebten Künstlerpostkarten. Während die Karten in Weimar nur in kleiner Auflage gedruckt und meist von Hand koloriert waren, erfolgte in Dessau bei höheren Auflagen eine gezielte Bewerbung der Feste.
Auch wurde eine Ausgestaltung der Räumlichkeiten mit Dekorationen vorgenommen. Die Teilnehmer fertigten sich ihre Kostüme selbst, jeweils zum Thema des Festes. Bei den Vorbereitungen konnte sich jeder Studierende künstlerisch ausprobieren.

## Beschreibung
Künstlerfeste waren bereits Tradition an der Großherzoglich-Sächsischen Kunstschule Weimar als Vorläufereinrichtung des Bauhauses. In der Anfangszeit des Bauhauses führte der Direktor Walter Gropius zunächst Bauhausabende mit Lesungen und Musikvorführungen ein. Das erste Laternenfest fand am 21. Juni 1920 zum 60. Geburtstag des Weimarer Dichters Johannes Schlaf statt. Danach wurde es jeweils am Geburtstag von Walter Gropius am 18. Mai begangen.
Die wichtigsten Feste im Jahresablauf waren das Laternenfest, das Lampionfest zur Sommersonnenwende, das herbstliche Drachenfest und das Weihnachtsfest. Aber auch andere Anlässe wurden aufgegriffen, wie Geburtstage, Fasching, die Geburt eines Kindes, oder es wurden nächtliche Umzüge durch den Park an der Ilm durchgeführt. Nach den Vorstellungen von Walter Gropius dienten solche Feste dem „Aufbau eines heiteren Zeremoniells“. Bei den aufwendig organisierten Veranstaltungen wurden experimentelle und künstlerische Arbeiten am Bauhaus präsentiert.
In der Weimarer Zeit des Bauhauses waren die Feste oft spontan und Ausdruck von Lebensfreude, trotz der Armut der Studenten. Dabei kamen sie in der Gaststätte „Zum Ilmschlößchen“ zusammen, wo die Bauhauskapelle aufspielte. Dort gab es Lampionabende im Garten, Sketchaufführungen und improvisiertes Puppentheater von Felix Klee. In der Dessauer Zeit des Bauhauses nahmen die Feste einen zunehmend professionelleren Charakter an und wurden zum „kulturellen Ereignis“. Ihre Durchführung bereitete Oskar Schlemmer oft wochenlang vor und beteiligte fast alle Werkstätten des Bauhauses daran. In Dessau wurden die Feste mit ihren Inszenierungen, Performances und Verkleidungen derart populär, dass Gäste aus Berlin und Leipzig anreisten. Bei den Festen brachte die Bauhausbühne vielfach Stücke zur Uraufführung. Als Höhepunkt der Bauhaus-Feste gilt das „Metallische Fest“ am 9. Februar 1929. Dabei gelangten die Gäste über eine mit Weißblech beschlagene Rutsche in die Festräumlichkeiten. Die Dekorationen waren metallisch glänzend gestaltet und die Wände waren mit Weißblech ausgekleidet.
Aufgrund der politischen Verhältnisse mit dem Aufkommen des Nationalsozialismus gingen die Feste ab 1929 zurück. Das Faschingsfest von 1931 fand nahezu unter Ausschluss der Öffentlichkeit statt. Die letzten beiden Feste fanden im Bauhaus Berlin am 18. und 25. Februar 1933 als Faschingsball statt. Kurz danach wurden die Räumlichkeiten des Bauhauses am 11. April 1933 polizeilich durchsucht und versiegelt.

## Bedeutung
Die Bauhausfeste gehörten zu den Höhepunkten des Bauhauslebens und hatten auf die Studierenden einen prägenden Charakter. Durch die aufwändigen Festvorbereitungen förderten die Veranstaltungen die Kreativität der Studierenden, ihr Organisationsvermögen und die Teamarbeit. Darüber hinaus waren sie ein Mittel der Gemeinschaftsbildung und boten die Möglichkeit des Austausches zwischen den Meistern und den Studierenden, aber auch mit den Einwohnern von Weimar und Dessau.

## Liste der Feste
| Jahr | Datum               | Festbezeichnung                                        | Ort                                         |
| ---- | ------------------- | ------------------------------------------------------ | ------------------------------------------- |
| 1919 | 5. Juni             | Gesellschaftsabend (Einführungsfest)                   | Weimar, Saal des Bürgervereins, Kuthstr. 11 |
| 1921 |                     | Drachenfest                                            | Weimar                                      |
| 1922 |                     | Drachenfest                                            | Weimar                                      |
| 1922 | 21. Juni            | Laternen- und Sonnenwendfest                           | Weimar                                      |
| 1923 | 19. August          | Lampionfest                                            | Weimar                                      |
| 1924 | Juni                | Kostümfest                                             | Weimar, Ilmschlösschen                      |
| 1925 | 15. Januar          | Hofball                                                | Weimar                                      |
| 1925 | 28. und 29. März    | Kehrausfest, Letzter Tanz                              | Weimar, Ilmschlösschen                      |
| 1925 | 4. Dezember         | Neue Sachlichkeit                                      | Halle                                       |
| 1926 | 20. März            | Das weiße Fest                                         | Dessau                                      |
| 1926 | 21. März            | Richtfest                                              | Dessau                                      |
| 1926 | 4. Dezember         | Einweihungsfest mit Bauhaustänzen                      | Dessau                                      |
| 1927 | 11. November        | Elf Elfen                                              | Dessau                                      |
| 1927 | 4. Dezember         | Schlagwörterfest                                       | Dessau                                      |
| 1928 | 24. März            | Abschiedsabend für Walter Gropius                      | Dessau                                      |
| 1928 | 31. März            | Bart Nasen Herzen-Fest                                 | Berlin                                      |
| 1928 | 13. April           | Bauhausfest                                            | Berlin                                      |
| 1928 | 19. Dezember        | Weihnachtsfest                                         | Dessau                                      |
| 1929 | 9. Februar          | Metallisches Fest, Glocken-, Klingel- und Schellenfest | Dessau                                      |
| 1929 | 9. November         | Abschiedsfeier für Oskar Schlemmer                     | Dessau                                      |
| 1930 | 1. März             | Tanzkarussell                                          | Dessau                                      |
| 1931 | 21. Oktober         | Vorkursfest                                            | Dessau                                      |
| 1931 | 7. November         | Schmierfinkenfest (Vorkursfest)                        | Dessau                                      |
| 1931 | 17. Dezember        | Weihnachtsfest                                         | Dessau                                      |
| 1932 | 8. Februar          | Fastnachtsfeier                                        | Dessau                                      |
| 1932 | 3. Mai              | Vorkursfest                                            | Dessau                                      |
| 1932 | 9. Dezember         | Vorkursfest                                            | Dessau                                      |
| 1933 | 18. und 25. Februar | Faschingsfest                                          | Berlin                                      |

## Rezeption
Im Jahr 1983 wurde die Tradition der Bauhausfeste unter der Bezeichnung Bauhaus-Treff wieder aufgenommen und jährlich bis zum Jahr 1989 durchgeführt. 1997 wurden, mit der Eintragung des Dessauer Bauhauses in die UNESCO-Weltkulturerbeliste, die Feste wieder aufgenommen; bis 2012 firmierten sie unter Farbfest. Bei der jährlichen Veranstaltung werden in der Dessauer Innenstadt experimentellen Installationen, Performances, Musik, Tanz sowie Rauminstallationen gezeigt.
2005 fand in Barcelona die Ausstellung „Das Bauhaus feiert“ statt, die sich anhand von nahezu 100 Fotos und 50 Collagen, Skizzen sowie Zeichnungen mit dem Thema der früheren Bauhausfeste befasste.